# Amphidon aequicrurius
Amphidon aequicrurius és una espècie extinta de mamífer de la família dels amfidòntids que visqué durant el Juràssic superior en allò que avui en dia és Nord-amèrica. Se n'han trobat restes fòssils a la formació de Morrison, més concretament a la zona estratigràfica 5. És l'única espècie del gènere Amphidon i fou descrita per Simpson el 1925.